# Juglans sigillata
Juglans sigillata är en valnötsväxtart som beskrevs av Dode. Juglans sigillata ingår i släktet valnötter, och familjen valnötsväxter. Inga underarter finns listade i Catalogue of Life.